# Ban Kong-Ek
Ban Kong-Ek – wieś położona w południowo-wschodnim Laosie, w prowincji Attapu, w dystrykcie Phouvong.